# Мягкий эль
Мягкий эль (англ. Mild Ale) — традиционное светлое английское пиво, тип эля с содержанием спирта от 2,8 до 4,5 % об.

## История
Из-за роста численности населения в Англии в 18-м веке, некоторые пивовары начинают продавать пиво с коротким периодом старения и по более низкой цене, чем полностью зрелый эль, некоторые из которых созревает в бочках за срок до одного года. Этот молодой эль стал известен как «мягкий эль». Термин «мягкий» (легкий) характеризует низкую хмелевую горечь и содержание алкоголя в сравнении с другими английскими коричневыми элями. Не очень распространен в самой Англии, но представителей этого типа можно найти в центральных графствах вблизи Бирмингема.

## Характеристики
В производстве мягкого эля используются английские сорта солода и хмеля, и английских элевых дрожжей; допустимо и использование сахара в качестве добавки. Цвет от медно-красного до тёмно-коричневого или цвета красного дерева. Есть также несколько более легких версий насыщенно-янтарного и светло-коричневого оттенков. Обычно прозрачность небольшая, как у традиционного нефильтрованного пива. Формирует умеренную пены от кремового до жёлто-коричневого цвета со слабой устойчивостью. Имеет умеренный солодовый аромат с легкими фруктовыми нотками. Аромат хмеля довольно слабый. Солодовый вкус обусловлен типом солода и дрожжей и может иметь сладкие, карамельные, ореховые, шоколадные, кофейные, фруктовые или копченые нотки. Содержание спирта в диапазоне от 2,8 до 4,5 % об.
В некоторых классификациях мягкий эль рассматривается как подвид стиля английского коричневого эля.

## Известные бренды
Типичные торговые марки: Moorhouse Black Cat, Highgate Mild, Brain’s Dark, Banks’s Mild, Coach House Gunpowder Strong Mild, Gale’s Festival Mild, Woodforde’s Norfolk Nog, Goose Island PMD Mild, Greene King XX Mild, Rudgate Ruby Mild, Sarah Hughes Dark Ruby Mild, Theakston’s Mild, Timothy Taylor’s Dark Mild, Tolly Mild.